# Pád lokomotivy do Smědé
Pád lokomotivy do Smědé je železniční neštěstí, ke kterému došlo 4. července 1958 na severu České republiky, jihovýchodně od Frýdlantu. Oblast tehdy postihly několikadenní přívalové deště, jejichž vinou stoupla hladina řeky Smědé do výše 360 centimetrů a voda násep tratě z Liberce do Frýdlantu a Zawidówa, kolem něhož řeka v těchto místech protéká, podemlela. Tíhu projíždějícího osobního vlaku vedeného parní lokomotivou číslo 354.109, zvanou „Všudybylka“, poškozený úsek nevydržel a sesunul se. Lokomotiva se od zbylých železničních vozů odpojila, naklonila na bok a přepadla do řeky, v níž dopadla opět na kola. Vlivem skutečnosti, že zbylá část vlaku zůstala stát na náspu, nedošlo k rozsáhlejšímu neštěstí. Nehoda si i tak vyžádala tři lidské životy osob jedoucích na lokomotivě včetně malého chlapce, příbuzného jednoho ze železničářů. Smrtelné zranění utrpěl poté navíc ještě voják, jenž pomáhal při vyprošťování. Policejní vyšetřovatelé nehodu označili za mimořádnou událost, na níž nenese nikdo vinu, a policejní vyšetřování proto bylo zastaveno.
V roce 2003 natočil o neštěstí režisér Ludvík Klega pro Českou televizi dokument z cyklu Osudové okamžiky a této železniční události se věnuje jedno z osmi zastavení naučné stezky, kterou zde nechalo v roce 2017 město Frýdlant zbudovat.

## Lokalita

### Historie a místopis
Jednokolejnou železniční trať mezi Libercem a Frýdlantem, odkud dál pokračuje až ke státním hranicím a následně do polského Zawidówa (tehdejšího německého Seidenbergu), začala soukromá Jihoseveroněmecká spojovací dráha (SNDVB) stavět 6. července 1873. Dokončila ji o dva roky později, a to 1. července 1875, kdy se uskutečnilo její slavnostní otevření. Do Frýdlantu trať od Liberce vstupuje z jihovýchodní strany, když po levém břehu sleduje tok řeky Smědé. Míjí při tom po severním úbočí Křížový vrch. Na pravém břehu řeky se v tom místě vypíná ostroh, na němž stojí hrad a zámek Frýdlant.

### Přírodní podmínky
Rozvodněná řeka Smědá působila škody obyvatelstvu žijícímu v okolí již od dob středověku. Záplavy zde jsou navíc časté, vyskytly se například v letech 1651, 1688, 1702, dále 1804 a 1858. Povodně oblast zasáhly i roku 1897, stejně jako během 20. století anebo na počátku tohoto století v letech 2002 a 2010.
Povodeň rozsahem podobná záplavám z poloviny srpna 2002 a začátku srpna roku 2010 lokalitu postihla již v roce 1958; na počátku letních prázdnin tehdy deště trvající tři dny způsobily rozsáhlé záplavy, během nichž vystoupila voda ve Frýdlantě do výše 360 centimetrů. Odnesla mimo jiné starý dřevěný splav pod zámkem a podemlela násep železniční trati z Liberce do Frýdlantu.

## Průběh nehody

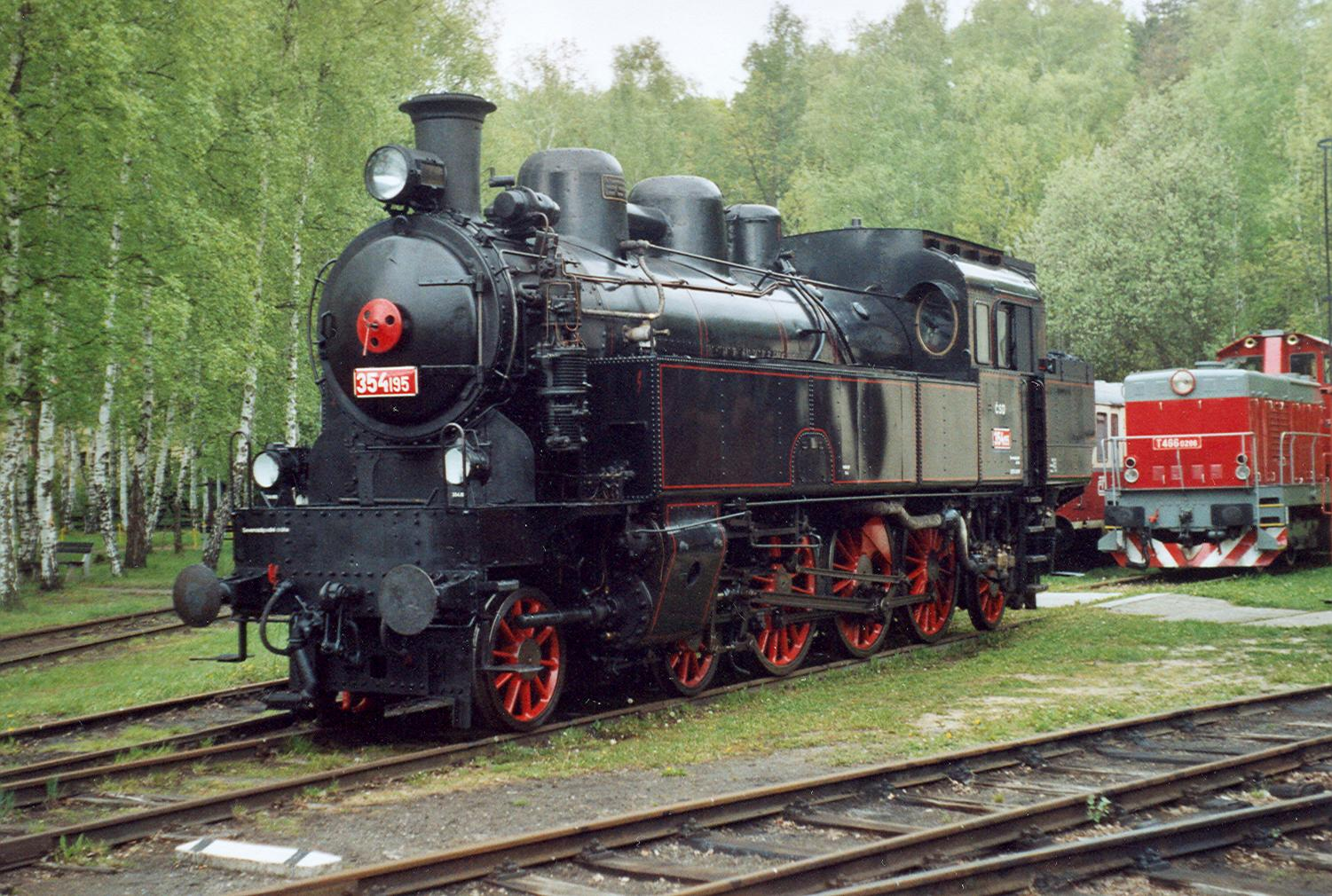
Parní lokomotiva řady 354.1, zvaná „Všudybylka“

Dne 4. července 1958, byť některé zdroje uvádějí den předchozí, během dešťů napršelo za jeden den tolik srážek, kolik jinak odpovídá celoročnímu srážkovému úhrnu. Tehdy asi ve 14.30 hodin vyjížděl z Liberce železniční vlak tažený parní lokomotivou číslo 354.109, zvanou „Všudybylka“. Službu na ní měla liberecká četa ve složení strojvedoucí Zahradníček a topič Hušek. V rozporu s předpisy byl na lokomotivě přítomen ještě chlapec Mirek Hušek, topičův syn, který tuto možnost svezení dostal jako dárek za dobré školní vysvědčení. Podle jiných zdrojů byl ale chlapec vnukem strojvedoucího. Pro něj to navíc měla údajně být poslední jízda. Cíl měl vlak naplánovaný ve Frýdlantě. V Raspenavě, tedy v poslední stanici před konečnou, místní výpravčí upozornil osádku lokomotivy na nebezpečí hrozící v posledním úseku.
Vlak pokračoval dál, a když projížděl úsekem u Křížového vrchu, násep narušený rozvodněnou řekou Smědou hmotnost lokomotivy nevydržel a pod projíždějícím vlakem se propadl. Lokomotiva se naklonila na pravou stranu, tedy nad řečiště, sesunula se a během pádu z náspu se převrátila o 360°. Zastavila se až v korytu řeky, kde zůstala stát na kolech. Vzhledem k tomu, že zbylé železniční vozy se od lokomotivy před jejím pádem samovolně odpojily, nedošlo bezprostředně ke zřícení dalších vozů do Smědé (nakonec sjely dolů i s náspem, ale až po evakuaci cestujících). Neštěstí nepřežily tři osoby cestující na lokomotivě; utonulá těla se posléze našla nedaleko místa neštěstí.

## Po nehodě
Lokomotiva pak v řece zůstala stát ještě několik týdnů, po tu dobu si ji místní fotografovali a děti se u ní koupaly. Vlastnímu železničnímu neštěstí tehdejší žurnalisté nevěnovali pozornost a v příspěvcích v periodicích pouze popisovali, jak rozvodněná řeka negativně ovlivnila činnost dělníků v továrnách a závodech. Během vyprošťování byl jeden z vojínů smrtelně zraněn přetrženým ocelovým lanem. Policejní vyšetřovatelé označili toto železniční neštěstí za mimořádnou událost, na které nikdo nenese vinu, a případ proto odložili. K rozebrání lokomotivy pak došlo během podzimu roku 1958.
Roku 2003 natočil režisér Ludvík Klega pro Českou televizi v rámci cyklu Osudové okamžiky o této nehodě dokument nazvaný „Frýdlant v Čechách 1958“.
V roce 2017 město Frýdlant díky mezinárodnímu projektu „Paměť v krajině Trojzemí“ opravilo křížovou cestu z roku 1737, která vede na Křížový vrch. Spolu s tím nechalo v rámci česko-polského projektu „Společně objevujeme přírodu a historii na naučných stezkách Frýdlantu a Lubaně“ zbudovat naučnou stezku o osmi zastaveních, z nichž jedno se věnuje i železničnímu neštěstí z roku 1958.